# Vissi Ferenc
Vissi Ferenc (Lövő, 1946. november 26. –) magyar közgazdász.
Kutatási területe a gazdaság-irányítás, az árrendszer, az infláció, a versenyszabályozás és a versenypolitika.

## Életpályája
1966–1970 között a Marx Károly Közgazdaságtudományi Egyetem hallgatója volt. 1969-ben lépett be a Magyar Szocialista Munkáspártba. 
1970–1973 között a Marx Károly Közgazdaságtudományi Egyetem tanársegéde volt; tervezést és matematikát oktatott. 1973–1976 között az Országos Anyag- és Árhivatal főelőadója, majd a külkereskedelmi ár- és pénzügyi osztály vezetője volt. 1976–1980 között az MSZMP KB gazdaságpolitikai osztály ár- és monetáris ügyek szakértője volt.
1981–1984 között az Országos Tervhivatal gazdaság-irányítási osztály vezetője, a Gazdaságirányítási Egyeztető Bizottság titkára volt. 1984–1989 között az Országos Anyag- és Árhivatal elnökhelyettese, 1989–1990 között elnöke volt. 1987-től a Marx Károly Közgazdaságtudományi Egyetem címzetes egyetemi docense.
1991-től a Kék Szalag Bizottság tagja, a Magyar Közgazdász Társaság szakértői tanácsának tagja, 1995–2002 között a társaság alelnöke volt. 1991–1998 között a Gazdasági Versenyhivatal elnöke volt. 1998–2000 között a Deloitte and Touche főmunkatársaként dolgozott.
2001-től egyéni vállalkozó; saját tanácsadó céget vezetett.

## Családja
Szülei Vissi József és Balogh Margit voltak. Három gyermeke született: Katalin (1972–), Gabriella (1974–) és Krisztián (1990–).

## Művei
- Verseny és árszabolyázs (társszerző, szerkesztő; 1991)

## Díjai
- A Magyar Köztársasági Érdemrend középkeresztje (1998)
- A Magyar Érdemrend középkeresztje a csillaggal (2017)